# Alphonse Rebière
Alphonse Rebière, né le 18 mars 1842 à Tulle et mort le 21 février 1900 à Paris, est un professeur de mathématiques et un écrivain scientifique français. 

## Biographie
Après des études à l'École normale supérieure de 1862 à 1865, il enseigne tour à tour dans les lycées de Cahors et de Dijon avant de revenir à Paris  (en 1877 au lycée Charlemagne puis à partir de 1881 au lycée Saint-Louis) et publie à cette période plusieurs ouvrages à visée pédagogique. 
Devenu examinateur pour l'admission à l'École militaire de Saint-Cyr et professeur à l'École normale supérieure de Saint-Cloud en 1890, il consacre une partie de son travail à des ouvrages sur histoire de Corréziens célèbres (l'économiste Jean-François Melon, les généraux Martial Vachot et François Vachot, le général Jean-Baptiste Joseph de Sahuguet d'Amarzit d'Espagnac...), sur différents mathématiciens, et plus notablement sur la place des femmes dans la science.
À la suite d'une conférence le 24 février 1894 au cercle Saint-Simon, Alphonse Rebière publie un fascicule de 87 pages intitulé « Les femmes dans la science » qui reprend les biographies des mathématiciennes Hypatie, Émilie du Châtelet, Maria Gaetana Agnesi, Sophie Germain, Mary Somerville et Sofia Kovalevskaïa. En 1897, il reprend cette publication pour une seconde édition beaucoup plus étoffée mentionnant plusieurs centaines de femmes scientifiques. 
Au regard de ce travail, Rebière est parfois ainsi présenté comme avocat de la cause féminine.
Il est le beau-père du mathématicien Édouard Goursat.
 Chevalier de la Légion d'honneur (1892)

## Œuvres
- Mathématiques et mathématiciens : pensées et curiosités, Paris, Libraire Nony & Cie, 1893 (lire sur Wikisource, lire en ligne).
- Les Femmes dans la science, Libraire Nony & Co, Paris, 1894, seconde édition largement complétée en 1897, « Les femmes dans la science; notes recueillies par A. Rebière », sur archive.org (consulté le 10 octobre 2022)[5].
- Jean-François Melon l'économiste, Crauffon, 1896, « Jean-François Melon l'économiste », Crauffon, 1896 (consulté le 10 octobre 2022)
- Les savants modernes: leur vie et leurs travaux, d'après les documents académiques, Libraire Nony & Co, Paris, 1899, « Les savants modernes: leur vie et leurs travaux, d'après les documents académiques », Libraire Nony, 1899 (consulté le 10 octobre 2022)